# HeLa

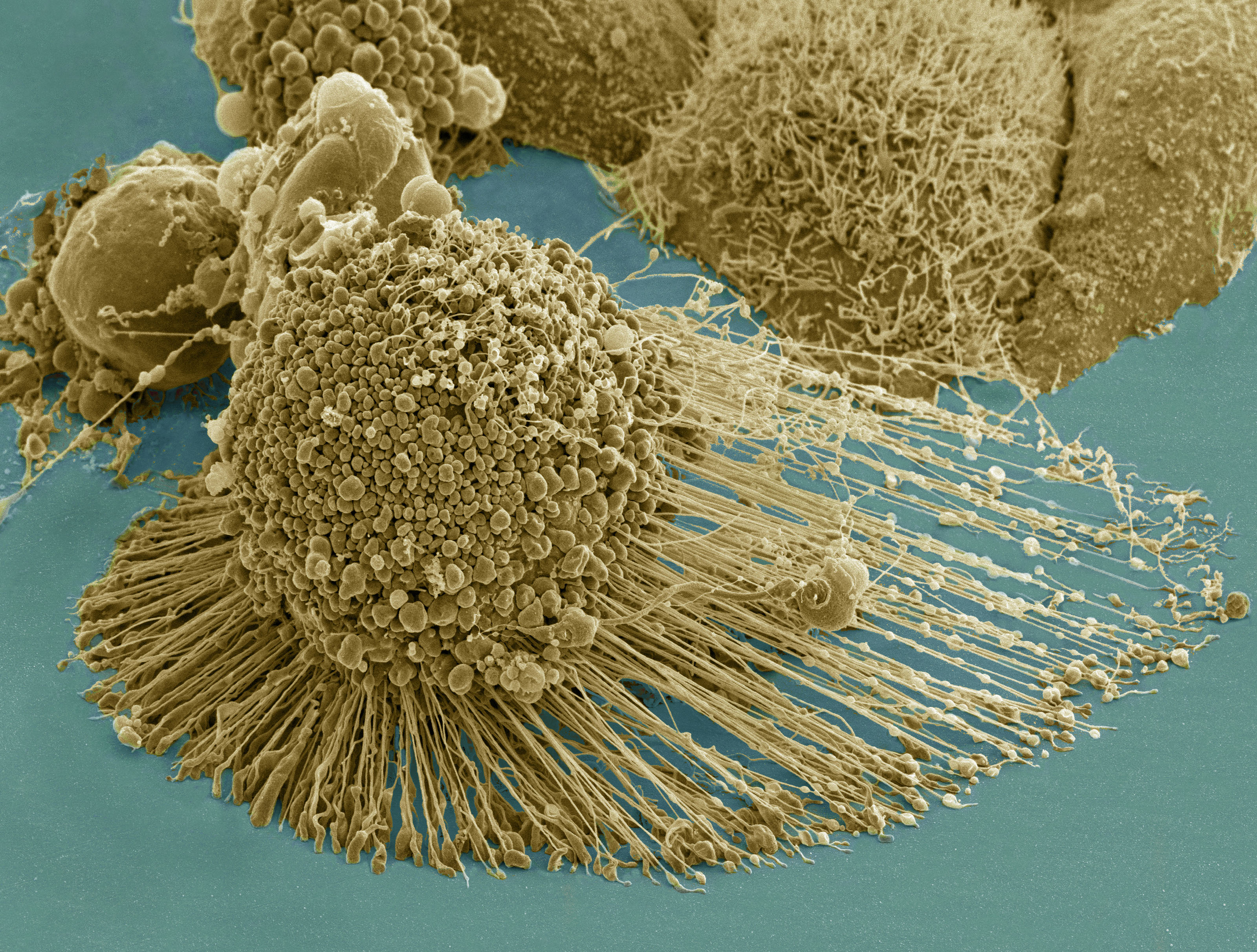
Imagine prin microscopie electronică de scanare a celulelor HeLa apoptotice (Zeiss Merlin HR-SEM).

HeLa (scris și Hela sau hela) este o linie celulară imortalizată utilizată în cercetarea științifică. Este cea mai veche și cea mai utilizată dintre toate liniile celulare umane. Denumirea liniei celulare provine de la pacienta de cancer cervical de la care a fost prelevată în data de 8 februarie 1951, pe nume Henrietta Lacks, o mamă de origine african-americană cu vârsta de 31 de ani, care a decedat din cauza cancerului pe 4 octombrie 1951. Această linie celulară este foarte durabilă și prolifică, ceea ce a permis utilizarea sa pe scară largă în cercetarea științifică.